# Banova Jaruga (stacja kolejowa)
Nova Gradiška – stacja kolejowa w Banova Jaruga, w żupanii sisacko-moslawińskiej, w Chorwacji. Stacja znajduje się na linii Novska – Tovarnik, będącej częścią ważnej magistrali Zagrzeb – Belgrad.

## Linie kolejowe
- Linia Dugo Selo – Novska
- Linia Banova Jaruga – Pčelić